# Pentarrhinum insipidum
Pentarrhinum insipidum är en oleanderväxtart som beskrevs av Ernst Meyer. Pentarrhinum insipidum ingår i släktet Pentarrhinum och familjen oleanderväxter. Inga underarter finns listade i Catalogue of Life.